# Бондаренко, Евгений Васильевич
Евгений Васильевич Бондаре́нко (укр. Євген Васильович Бондаренко; 1905—1977) — советский, украинский актёр театра и кино. Народный артист СССР (1960). Лауреат Сталинской премии первой степени (1947).

## Биография
Евгений Бондаренко родился 4 (17) января 1905 года в Харькове (ныне — в Украине).
Сценическую деятельность начал в 1924 году в Харьковском театре рабочей молодёжи.
В 1927—1929 годах учился в драматической студии театра «Березиль» в Харькове. В 1932 году окончил Харьковское театральное училище при театре.
С 1929 года — актёр театра «Березиль» (с 1935 — Харьковский украинский драматический театр имени Шевченко).
Снимался в кино.
С 1949 года преподавал в Харьковском театральном институте (ныне Харьковский национальный университет искусств имени И. П. Котляревского). Профессор (1952).
Евгений Бондаренко умер 22 декабря 1977 года в Харькове. Похоронен на 2-м городском кладбище Харькова.

## Награды и звания
- Народный артист Украинской ССР (1953)
- Народный артист СССР (1960)
- Сталинская премия первой степени (1947) — за исполнение роли Свичкогаса в спектакле «Ярослав Мудрый» И. А. Кочерги
- Орден Трудового Красного Знамени (1948)
- Орден «Знак Почёта» (1951)[4]
- 2 ордена
- Медаль «За трудовую доблесть» (1947)[5]
- Медаль «За доблестный труд в Великой Отечественной войне 1941—1945 гг.»
- Медали

## Творчество

### Роли в театре
- 1937 — «Любовь Яровая» К. А. Тренёва — Швандя
- 1938, 1946 — «Гроза» А. Н. Островского — Савёл Прокофьевич Дикой
- 1946 — «Ярослав Мудрый» И. А. Кочерги — Свичкогас
- 1947 — «Егор Булычов и другие» М. Горького — отец Павлин
- 1949 — «Мирандолина» («Хозяйка гостиницы») К. Гольдони — кавалер Рипафратта
- 1951 — «Мартын Боруля» И. К. Карпенко-Карого — Омелько
- 1957 — «Почему улыбались звёзды» А. Е. Корнейчука — Морж
- 1961 — «Над Днепром» А. Е. Корнейчука — Македон Сом
- 1964 — «Двенадцатая ночь» У. Шекспира — Мальволио
- «Марина» Н. Я. Зарудного — Дьяк

### Фильмография
- 1956 — Путешествие в молодость — Назаров
- 1957 — Шельменко-денщик — Шпак
- 1958 — Поэма о море — Иван Кравчина
- 1960 — Кровь людская - не водица — Мирошниченко
- 1960 — Повесть пламенных лет — Роман Клунный
- 1961 — Дмитро Горицвит — Мирошниченко
- 1964 — Зачарованная Десна — Отец
- 1967 — Незабываемое — Петро Чабан
- 1972 — Платон Кречет (фильм-спектакль)